# 24 Heures de Spa 2014
Navigation
Édition précédente Édition suivante
Les 24 Heures de Spa 2014 (2014 Total 24 Hours of Spa), disputées les 26 juillet 2014 et 27 juillet 2014 sur le Circuit de Spa-Francorchamps, sont la soixante-sixième édition de cette épreuve. La course faisait partie de la Blancpain Endurance Series 2014.

## Course

### Classement de la course
Les voitures ne parcourant pas 70% de la distance du gagnant sont non classées (NC).
| Pos  | Classe    | no  | Écurie                          | Pilotes                                                                   | Châssis                            | Tours | Temps                |
| ---- | --------- | --- | ------------------------------- | ------------------------------------------------------------------------- | ---------------------------------- | ----- | -------------------- |
| Pos  | Classe    | no  | Écurie                          | Pilotes                                                                   | Moteur                             | Tours | Temps                |
| 1    | Pro       | 1   | Belgian Audi Club Team WRT      | Laurens Vanthoor René Rast Markus Winkelhock                              | Audi R8 LMS Ultra                  | 527   | 24 h 00 min 42 s 485 |
| 1    | Pro       | 1   | Belgian Audi Club Team WRT      | Laurens Vanthoor René Rast Markus Winkelhock                              | Audi 5,2 L V10 Atmo                | 527   | 24 h 00 min 42 s 485 |
| 2    | Pro       | 77  | BMW Sports Trophy Team Marc VDS | Lucas Luhr Markus Palttala Dirk Werner                                    | BMW Z4 GT3                         | 527   |                      |
| 2    | Pro       | 77  | BMW Sports Trophy Team Marc VDS | Lucas Luhr Markus Palttala Dirk Werner                                    | BMW P65 4,4 L V10 Atmo             | 527   |                      |
| 3    | Pro       | 3   | Belgian Audi Club Team WRT      | Frank Stippler Christopher Mies James Nash                                | Audi R8 LMS Ultra                  | 526   |                      |
| 3    | Pro       | 3   | Belgian Audi Club Team WRT      | Frank Stippler Christopher Mies James Nash                                | Audi 5,2 L V10 Atmo                | 526   |                      |
| 4    | Pro       | 26  | Saintéloc Racing                | Stéphane Ortelli Grégory Guilvert Edward Sandström                        | Audi R8 LMS Ultra                  | 525   |                      |
| 4    | Pro       | 26  | Saintéloc Racing                | Stéphane Ortelli Grégory Guilvert Edward Sandström                        | Audi 5,2 L V10 Atmo                | 525   |                      |
| 5    | Pro       | 86  | HTP Motorsport                  | Maximilian Buhk Maximilian Götz Jazeman Jaafar                            | Mercedes-Benz SLS AMG GT3          | 523   |                      |
| 5    | Pro       | 86  | HTP Motorsport                  | Maximilian Buhk Maximilian Götz Jazeman Jaafar                            | Mercedes-Benz M159 6,2 L V8 Atmo   | 523   |                      |
| 6    | Pro-Am    | 53  | AF Corse                        | Niek Hommerson Louis Machiels Marco Cioci Andrea Bertolini                | Ferrari 458 Italia GT3             | 520   |                      |
| 6    | Pro-Am    | 53  | AF Corse                        | Niek Hommerson Louis Machiels Marco Cioci Andrea Bertolini                | Ferrari F142 4,5 L V8 Atmo         | 520   |                      |
| 7    | Pro-Am    | 79  | Ecurie Ecosse                   | Oliver Bryant Andrew Smith Alasdair McCaig Alexander Sims                 | BMW Z4 GT3                         | 520   |                      |
| 7    | Pro-Am    | 79  | Ecurie Ecosse                   | Oliver Bryant Andrew Smith Alasdair McCaig Alexander Sims                 | BMW P65 4,4 L V10 Atmo             | 520   |                      |
| 8    | Pro-Am    | 52  | AF Corse                        | Steve Wyatt Craig Lowndes Michele Rugolo Andrea Piccini                   | Ferrari 458 Italia GT3             | 519   |                      |
| 8    | Pro-Am    | 52  | AF Corse                        | Steve Wyatt Craig Lowndes Michele Rugolo Andrea Piccini                   | Ferrari F142 4,5 L V8 Atmo         | 519   |                      |
| 9    | Pro       | 84  | HTP Motorsport                  | Harold Primat Nico Verdonck Bernd Schneider                               | Mercedes-Benz SLS AMG GT3          | 518   |                      |
| 9    | Pro       | 84  | HTP Motorsport                  | Harold Primat Nico Verdonck Bernd Schneider                               | Mercedes-Benz M159 6,2 L V8 Atmo   | 518   |                      |
| 10   | Pro-Am    | 38  | MP Motorsport AMR               | Richard Abra Mark Poole Joe Osborne Darren Turner                         | Aston Martin V12 Vantage GT3       | 517   |                      |
| 10   | Pro-Am    | 38  | MP Motorsport AMR               | Richard Abra Mark Poole Joe Osborne Darren Turner                         | Aston Martin AM11 6,0 L V12 Atmo   | 517   |                      |
| 11   | Pro       | 63  | Black Falcon                    | Mike Parisy Adam Christodoulou Yelmer Buurman                             | Mercedes-Benz SLS AMG GT3          | 517   |                      |
| 11   | Pro       | 63  | Black Falcon                    | Mike Parisy Adam Christodoulou Yelmer Buurman                             | Mercedes-Benz M159 6,2 L V8 Atmo   | 517   |                      |
| 12   | Pro       | 2   | Belgian Audi Club Team WRT      | André Lotterer Marcel Fässler Benoît Tréluyer                             | Audi R8 LMS Ultra                  | 516   |                      |
| 12   | Pro       | 2   | Belgian Audi Club Team WRT      | André Lotterer Marcel Fässler Benoît Tréluyer                             | Audi 5,2 L V10 Atmo                | 516   |                      |
| 13   | Pro       | 7   | M-Sport Bentley                 | Steven Kane Guy Smith Andy Meyrick                                        | Bentley Continental GT3            | 516   |                      |
| 13   | Pro       | 7   | M-Sport Bentley                 | Steven Kane Guy Smith Andy Meyrick                                        | Bentley 4.0 TFSI 4,0 L V8 Bi-Turbo | 516   |                      |
| 14   | Pro       | 75  | ISR Racing                      | Filip Salaquarda Fabian Hamprecht Marc Basseng                            | Audi R8 LMS Ultra                  | 514   |                      |
| 14   | Pro       | 75  | ISR Racing                      | Filip Salaquarda Fabian Hamprecht Marc Basseng                            | Audi 5,2 L V10 Atmo                | 514   |                      |
| 15   | Pro-Am    | 90  | Scuderia Villorba Corse         | Andrea Rizzoli Francesco Castellacci Stefano Gai Andrea Montermini        | Ferrari 458 Italia GT3             | 514   |                      |
| 15   | Pro-Am    | 90  | Scuderia Villorba Corse         | Andrea Rizzoli Francesco Castellacci Stefano Gai Andrea Montermini        | Ferrari F142 4,5 L V8 Atmo         | 514   |                      |
| 16   | Pro-Am    | 10  | TDS Racing                      | Eric Clément Benjamin Lariche Nicolas Armindo Olivier Pla                 | BMW Z4 GT3                         | 513   |                      |
| 16   | Pro-Am    | 10  | TDS Racing                      | Eric Clément Benjamin Lariche Nicolas Armindo Olivier Pla                 | BMW P65 4,4 L V10 Atmo             | 513   |                      |
| 17   | Pro       | 8   | M-Sport Bentley                 | Jérôme d'Ambrosio Duncan Tappy Antoine Leclerc                            | Bentley Continental GT3            | 512   |                      |
| 17   | Pro       | 8   | M-Sport Bentley                 | Jérôme d'Ambrosio Duncan Tappy Antoine Leclerc                            | Bentley 4.0 TFSI 4,0 L V8 Bi-Turbo | 512   |                      |
| 18   | Pro-Am    | 93  | Pro GT by Alméras               | Eric Dermont Franck Perera Marco Bonanomi Lucas Lasserre                  | Porsche 911 GT3 R                  | 510   |                      |
| 18   | Pro-Am    | 93  | Pro GT by Alméras               | Eric Dermont Franck Perera Marco Bonanomi Lucas Lasserre                  | Porsche 4,0 L Flat Six Atmo        | 510   |                      |
| 19   | Pro-Am    | 120 | SOFREV Auto Sport Promotion     | Christophe Bourret Pascal Gibon Jean-Philippe Belloc Julien Canal         | Ferrari 458 Italia GT3             | 509   |                      |
| 19   | Pro-Am    | 120 | SOFREV Auto Sport Promotion     | Christophe Bourret Pascal Gibon Jean-Philippe Belloc Julien Canal         | Ferrari F142 4,5 L V8 Atmo         | 509   |                      |
| 20   | Pro-Am    | 4   | Belgian Audi Club Team WRT      | Jean-Luc Blanchemain Christian Kelders Fred Bouvy Vincent Radermecker     | Audi R8 LMS Ultra                  | 506   |                      |
| 20   | Pro-Am    | 4   | Belgian Audi Club Team WRT      | Jean-Luc Blanchemain Christian Kelders Fred Bouvy Vincent Radermecker     | Audi 5,2 L V10 Atmo                | 506   |                      |
| 21   | Pro-Am    | 54  | AF Corse                        | Duncan Cameron Alex Mortimer Matt Griffin                                 | Ferrari 458 Italia GT3             | 504   |                      |
| 21   | Pro-Am    | 54  | AF Corse                        | Duncan Cameron Alex Mortimer Matt Griffin                                 | Ferrari F142 4,5 L V8 Atmo         | 504   |                      |
| 22   | Pro-Am    | 116 | SOFREV Auto Sport Promotion     | Fabien Barthez Eric Debard Ludovic Badey Tristan Vautier                  | Ferrari 458 Italia GT3             | 503   |                      |
| 22   | Pro-Am    | 116 | SOFREV Auto Sport Promotion     | Fabien Barthez Eric Debard Ludovic Badey Tristan Vautier                  | Ferrari F142 4,5 L V8 Atmo         | 503   |                      |
| 23   | Pro-Am    | 17  | Insightracing with Flex-Box     | Dennis Andersen Martin Jensen Jason Yeomans                               | Ferrari 458 Italia GT3             | 502   |                      |
| 23   | Pro-Am    | 17  | Insightracing with Flex-Box     | Dennis Andersen Martin Jensen Jason Yeomans                               | Ferrari F142 4,5 L V8 Atmo         | 502   |                      |
| 24   | Gentleman | 51  | AF Corse                        | Peter Mann Francisco Guedes Cédric Mézard Alexander Talkanitsa            | Ferrari 458 Italia GT3             | 502   |                      |
| 24   | Gentleman | 51  | AF Corse                        | Peter Mann Francisco Guedes Cédric Mézard Alexander Talkanitsa            | Ferrari F142 4,5 L V8 Atmo         | 502   |                      |
| 25   | Pro-Am    | 80  | Nissan GT Academy Team RJN      | Florian Strauss Nick McMillen Alex Buncombe Wolfgang Reip                 | Nissan GT-R Nismo GT3              | 501   |                      |
| 25   | Pro-Am    | 80  | Nissan GT Academy Team RJN      | Florian Strauss Nick McMillen Alex Buncombe Wolfgang Reip                 | Nissan VR38DETT 3,8 L V8 Bi-Turbo  | 501   |                      |
| 26   | Pro-Am    | 188 | Fach Auto Tech                  | Otto Klohs Swen Dolenc Philipp Frommenwiler Martin Ragginger              | Porsche 911 GT3 R                  | 499   |                      |
| 26   | Pro-Am    | 188 | Fach Auto Tech                  | Otto Klohs Swen Dolenc Philipp Frommenwiler Martin Ragginger              | Porsche 4,0 L Flat Six Atmo        | 499   |                      |
| 27   | Pro-Am    | 11  | Kessel Racing                   | Michał Broniszewski Alessandro Bonacini Marco Frezza Giacomo Piccini      | Ferrari 458 Italia GT3             | 498   |                      |
| 27   | Pro-Am    | 11  | Kessel Racing                   | Michał Broniszewski Alessandro Bonacini Marco Frezza Giacomo Piccini      | Ferrari F142 4,5 L V8 Atmo         | 498   |                      |
| 28   | Gentleman | 22  | Team Parker Racing              | Ian Loggie Julian Westwood Leo Machitski Carl Rosenblad                   | Audi R8 LMS Ultra                  | 497   |                      |
| 28   | Gentleman | 22  | Team Parker Racing              | Ian Loggie Julian Westwood Leo Machitski Carl Rosenblad                   | Audi 5,2 L V10 Atmo                | 497   |                      |
| 29   | Gentleman | 49  | AF Corse                        | Howard Blank Jean-Marc Bachelier Yannick Mallegol François Perrodo        | Ferrari 458 Italia GT3             | 497   |                      |
| 29   | Gentleman | 49  | AF Corse                        | Howard Blank Jean-Marc Bachelier Yannick Mallegol François Perrodo        | Ferrari F142 4,5 L V8 Atmo         | 497   |                      |
| 30   | Gentleman | 350 | Duqueine Engineering            | Leonardo Gorini Gilles Duqueine Paul Lanchere Philippe Colançon           | Ferrari 458 Italia GT3             | 493   |                      |
| 30   | Gentleman | 350 | Duqueine Engineering            | Leonardo Gorini Gilles Duqueine Paul Lanchere Philippe Colançon           | Ferrari F142 4,5 L V8 Atmo         | 493   |                      |
| 31   | Gentleman | 67  | GDL Motorsport                  | Nigel Fermer Keong Liam Lim Jean-Charles Perrin Gianluca de Lorenzi       | Mercedes-Benz SLS AMG GT3          | 492   |                      |
| 31   | Gentleman | 67  | GDL Motorsport                  | Nigel Fermer Keong Liam Lim Jean-Charles Perrin Gianluca de Lorenzi       | Mercedes-Benz M159 6,2 L V8 Atmo   | 492   |                      |
| 32   | Gentleman | 42  | Sport Garage                    | Gilles Vannelet Martin Van Hove Beniamino Caccia Lorenzo Bontempelli      | Ferrari 458 Italia GT3             | 491   |                      |
| 32   | Gentleman | 42  | Sport Garage                    | Gilles Vannelet Martin Van Hove Beniamino Caccia Lorenzo Bontempelli      | Ferrari F142 4,5 L V8 Atmo         | 491   |                      |
| 33   | Gentleman | 228 | Delahaye Racing                 | Pierre-Etienne Bordet Alexandre Viron Stephane Lemeret Karim Al-Azhari    | Porsche 911 GT3 R                  | 490   |                      |
| 33   | Gentleman | 228 | Delahaye Racing                 | Pierre-Etienne Bordet Alexandre Viron Stephane Lemeret Karim Al-Azhari    | Porsche 4,0 L Flat Six Atmo        | 490   |                      |
| 34   | Pro-Am    | 18  | Black Falcon                    | Vladimir Lunkin Richard Muscat Saud Turki Al Faisal Christian Bracke      | Mercedes-Benz SLS AMG GT3          | 489   |                      |
| 34   | Pro-Am    | 18  | Black Falcon                    | Vladimir Lunkin Richard Muscat Saud Turki Al Faisal Christian Bracke      | Mercedes-Benz M159 6,2 L V8 Atmo   | 489   |                      |
| 35   | Pro-Am    | 43  | ROAL Motorsport                 | Stefano Comandini Eugenio Amos Stefano Colombo Michela Cerruti            | BMW Z4 GT3                         | 486   |                      |
| 35   | Pro-Am    | 43  | ROAL Motorsport                 | Stefano Comandini Eugenio Amos Stefano Colombo Michela Cerruti            | BMW P65 4,4 L V10 Atmo             | 486   |                      |
| 36   | Gentleman | 41  | Sport Garage                    | Bernard Delhez George Cabannes Michael Albert Thierry Prignault           | Ferrari 458 Italia GT3             | 484   |                      |
| 36   | Gentleman | 41  | Sport Garage                    | Bernard Delhez George Cabannes Michael Albert Thierry Prignault           | Ferrari F142 4,5 L V8 Atmo         | 484   |                      |
| 37   | Pro-Am    | 32  | Leonard Motorsport AMR          | Stuart Leonard Paul Wilson Michael Meadows Pedro Lamy                     | Aston Martin V12 Vantage GT3       | 475   |                      |
| 37   | Pro-Am    | 32  | Leonard Motorsport AMR          | Stuart Leonard Paul Wilson Michael Meadows Pedro Lamy                     | Aston Martin AM11 6,0 L V12 Atmo   | 475   |                      |
| 38   | Pro-Am    | 35  | Nissan GT Academy Team RJN      | Miguel Faísca Katsumasa Chiyo Masataka Yanagida Mark Shulzhitskiy         | Nissan GT-R Nismo GT3              | 462   |                      |
| 38   | Pro-Am    | 35  | Nissan GT Academy Team RJN      | Miguel Faísca Katsumasa Chiyo Masataka Yanagida Mark Shulzhitskiy         | Nissan VR38DETT 3,8 L V8 Bi-Turbo  | 462   |                      |
| 39   | Gentleman | 380 | Duqueine Engineering            | Phillipe Richard Phillipe Bourgeois Pierre Hirschi Marlène Broggi         | Ferrari 458 Italia GT3             | 456   |                      |
| 39   | Gentleman | 380 | Duqueine Engineering            | Phillipe Richard Phillipe Bourgeois Pierre Hirschi Marlène Broggi         | Ferrari F142 4,5 L V8 Atmo         | 456   |                      |
| 40   | Pro-Am    | 16  | Boutsen Ginion                  | Shahan Sarkissian Alex Demirdjian Chris van der Drift Michael Schmetz     | McLaren MP4-12C GT3                | 438   |                      |
| 40   | Pro-Am    | 16  | Boutsen Ginion                  | Shahan Sarkissian Alex Demirdjian Chris van der Drift Michael Schmetz     | McLaren M838T 3,8 L V8 Bi-Turbo    | 438   |                      |
| N.c. | Gentleman | 25  | Saintéloc Racing                | Claude-Yves Gosselin Marc Rostan Jean-Paul Buffin Philippe Haezebrouck    | Audi R8 LMS Ultra                  | 323   |                      |
| N.c. | Gentleman | 25  | Saintéloc Racing                | Claude-Yves Gosselin Marc Rostan Jean-Paul Buffin Philippe Haezebrouck    | Audi 5,2 L V10 Atmo                | 323   |                      |
| N.c. | Pro-Am    | 96  | PGF-Kinfaun AMR                 | John Gaw Phil Dryburgh Paul White Tom Onslow-Cole                         | Aston Martin V12 Vantage GT3       | 307   |                      |
| N.c. | Pro-Am    | 96  | PGF-Kinfaun AMR                 | John Gaw Phil Dryburgh Paul White Tom Onslow-Cole                         | Aston Martin AM11 6,0 L V12 Atmo   | 307   |                      |
| N.c. | Pro-Am    | 12  | TDS Racing                      | Henry Hassid Pierre Thiriet Nick Catsburg Jens Klingmann                  | BMW Z4 GT3                         | 303   |                      |
| N.c. | Pro-Am    | 12  | TDS Racing                      | Henry Hassid Pierre Thiriet Nick Catsburg Jens Klingmann                  | BMW P65 4,4 L V10 Atmo             | 303   |                      |
| N.c. | Pro       | 19  | Black Falcon                    | Abdulaziz Al Faisal Hubert Haupt Andreas Simonsen                         | Mercedes-Benz SLS AMG GT3          | 285   |                      |
| N.c. | Pro       | 19  | Black Falcon                    | Abdulaziz Al Faisal Hubert Haupt Andreas Simonsen                         | Mercedes-Benz M159 6,2 L V8 Atmo   | 285   |                      |
| N.c. | Pro-Am    | 23  | Lago Racing                     | Roger Lago David Russell Steven Richards Steve Owen                       | Lamborghini Gallardo LP600+ GT3    | 255   |                      |
| N.c. | Pro-Am    | 23  | Lago Racing                     | Roger Lago David Russell Steven Richards Steve Owen                       | Lamborghini 5,2 L V10 Atmo         | 255   |                      |
| N.c. | Pro-Am    | 14  | Emil Frey Racing                | Fredy Barth Lorenz Frey Gabriele Gardel Jonathan Hirschi                  | Emil Frey Jaguar XKR               | 232   |                      |
| N.c. | Pro-Am    | 14  | Emil Frey Racing                | Fredy Barth Lorenz Frey Gabriele Gardel Jonathan Hirschi                  | Jaguar 5,0 L V8 Atmo               | 232   |                      |
| N.c. | Pro       | 44  | Oman Racing Team                | Ahmad Al Harthy Michael Caine Stephen Jelley                              | Aston Martin V12 Vantage GT3       | 225   |                      |
| N.c. | Pro       | 44  | Oman Racing Team                | Ahmad Al Harthy Michael Caine Stephen Jelley                              | Aston Martin AM11 6,0 L V12 Atmo   | 225   |                      |
| N.c. | Pro       | 98  | ART Grand Prix                  | Grégoire Demoustier Nicolas Lapierre Álvaro Parente                       | McLaren MP4-12C GT3                | 214   |                      |
| N.c. | Pro       | 98  | ART Grand Prix                  | Grégoire Demoustier Nicolas Lapierre Álvaro Parente                       | McLaren M838T 3,8 L V8 Bi-Turbo    | 214   |                      |
| N.c. | Pro-Am    | 82  | GT Russian Team                 | Aleksey Vasilyev Marko Asmer Kazim Vasiliauskas Florian Spengler          | McLaren MP4-12C GT3                | 181   |                      |
| N.c. | Pro-Am    | 82  | GT Russian Team                 | Aleksey Vasilyev Marko Asmer Kazim Vasiliauskas Florian Spengler          | McLaren M838T 3,8 L V8 Bi-Turbo    | 181   |                      |
| N.c. | Pro       | 66  | BMW Sports Trophy Team Marc VDS | Maxime Martin Jörg Müller Augusto Farfus                                  | BMW Z4 GT3                         | 153   |                      |
| N.c. | Pro       | 66  | BMW Sports Trophy Team Marc VDS | Maxime Martin Jörg Müller Augusto Farfus                                  | BMW P65 4,4 L V10 Atmo             | 153   |                      |
| N.c. | Pro       | 99  | ART Grand Prix                  | Andy Soucek Kevin Korjus Kévin Estre                                      | McLaren MP4-12C GT3                | 136   |                      |
| N.c. | Pro       | 99  | ART Grand Prix                  | Andy Soucek Kevin Korjus Kévin Estre                                      | McLaren M838T 3,8 L V8 Bi-Turbo    | 136   |                      |
| N.c. | Pro-Am    | 333 | GT Corse by Rinaldi             | Marco Seefried Vadim Kogay Rinat Salikhov Norbert Siedler                 | Ferrari 458 Italia GT3             | 87    |                      |
| N.c. | Pro-Am    | 333 | GT Corse by Rinaldi             | Marco Seefried Vadim Kogay Rinat Salikhov Norbert Siedler                 | Ferrari F142 4,5 L V8 Atmo         | 87    |                      |
| N.c. | Gentleman | 111 | Kessel Racing                   | Stephen Earle Freddy Kremer Marcus Mahy Liam Talbot                       | Ferrari 458 Italia GT3             | 75    |                      |
| N.c. | Gentleman | 111 | Kessel Racing                   | Stephen Earle Freddy Kremer Marcus Mahy Liam Talbot                       | Ferrari F142 4,5 L V8 Atmo         | 75    |                      |
| N.c. | Pro       | 85  | HTP Motorsport                  | Sergey Afanasyev Stef Dusseldorp Xavier Maassen                           | Mercedes-Benz SLS AMG GT3          | 52    |                      |
| N.c. | Pro       | 85  | HTP Motorsport                  | Sergey Afanasyev Stef Dusseldorp Xavier Maassen                           | Mercedes-Benz M159 6,2 L V8 Atmo   | 52    |                      |
| N.c. | Pro-Am    | 50  | AF Corse                        | Andrew Danyliw Simon Knap Andrea Sonvico Alessandro Pier Guidi            | Ferrari 458 Italia GT3             | 51    |                      |
| N.c. | Pro-Am    | 50  | AF Corse                        | Andrew Danyliw Simon Knap Andrea Sonvico Alessandro Pier Guidi            | Ferrari F142 4,5 L V8 Atmo         | 51    |                      |
| N.c. | Pro-Am    | 107 | Beechdean AMR                   | Andrew Howard Daniel Lloyd Jonathan Adam Stefan Mücke                     | Aston Martin V12 Vantage GT3       | 51    |                      |
| N.c. | Pro-Am    | 107 | Beechdean AMR                   | Andrew Howard Daniel Lloyd Jonathan Adam Stefan Mücke                     | Aston Martin AM11 6,0 L V12 Atmo   | 51    |                      |
| N.c. | Gentleman | 458 | GT Corse by Rinaldi             | Alexander Mattschull Pierre Ehret Tim Müller Roger Grouwels               | Ferrari 458 Italia GT3             | 48    |                      |
| N.c. | Gentleman | 458 | GT Corse by Rinaldi             | Alexander Mattschull Pierre Ehret Tim Müller Roger Grouwels               | Ferrari F142 4,5 L V8 Atmo         | 48    |                      |
| N.c. | Pro-Am    | 15  | Boutsen Ginion                  | Karim Ojjeh Olivier Grotz Frédéric Vervisch Giorgio Pantano               | McLaren MP4-12C GT3                | 46    |                      |
| N.c. | Pro-Am    | 15  | Boutsen Ginion                  | Karim Ojjeh Olivier Grotz Frédéric Vervisch Giorgio Pantano               | McLaren M838T 3,8 L V8 Bi-Turbo    | 46    |                      |
| N.c. | Pro       | 101 | Von Ryan Racing                 | Shane van Gisbergen Rob Bell Tim Mullen                                   | McLaren MP4-12C GT3                | 40    |                      |
| N.c. | Pro       | 101 | Von Ryan Racing                 | Shane van Gisbergen Rob Bell Tim Mullen                                   | McLaren M838T 3,8 L V8 Bi-Turbo    | 40    |                      |
| N.c. | Pro-Am    | 100 | SMP Racing Russian Bears        | Viacheslav Maleev Roman Mavlanov José Manuel Pérez-Aicart Daniel Zampieri | Ferrari 458 Italia GT3             | 37    |                      |
| N.c. | Pro-Am    | 100 | SMP Racing Russian Bears        | Viacheslav Maleev Roman Mavlanov José Manuel Pérez-Aicart Daniel Zampieri | Ferrari F142 4,5 L V8 Atmo         | 37    |                      |
| N.c. | Pro-Am    | 150 | Wochenspiegel Team Manthey      | Georg Weiss Oliver Kainz Jochen Krumbach Christian Menzel                 | Porsche 911 GT3 R                  | 13    |                      |
| N.c. | Pro-Am    | 150 | Wochenspiegel Team Manthey      | Georg Weiss Oliver Kainz Jochen Krumbach Christian Menzel                 | Porsche 4,0 L Flat Six Atmo        | 13    |                      |

## Pole position et record du tour
- Pole position :
- Meilleur tour en course :

## À noter
- Longueur du circuit : 7,004 km
- Distance parcourue par les vainqueurs :